# Helmut Bracht
Helmut Bracht (Dortmund, 11 september 1929 – 12 mei 2011) was een Duits voetballer en trainer. Met Borussia Dortmund werd hij driemaal landskampioen, in 1956, 1957 en 1963. Naast Wilhelm Burgsmüller was hij de enige speler die deel uitmaakte van alle drie kampioenselftallen. Hij beëindigde zijn carrière in 1964 na 195 wedstrijden in de Oberliga-West en 11 in de Bundesliga.